# Свёнтки (гмина)
Свёнтки (пол. Świątki) — сельская гмина (волость) в Польше, входит как административная единица в Ольштынский повет, Варминьско-Мазурское воеводство. Население — 4273 человека (на 2004 год).

## Демография
| Перепись                       | Всего   | Всего | Женщины | Женщины | Мужчины | Мужчины |
| ------------------------------ | ------- | ----- | ------- | ------- | ------- | ------- |
| Единицы                        | человек | %     | человек | %       | человек | %       |
| Население                      | 4273    | 100   | 2070    | 48,4    | 2203    | 51,6    |
| Плотность населения (чел./км²) | 26,1    | 26,1  | 12,6    | 12,6    | 13,4    | 13,4    |

## Сельские округа
1. Бжидово
2. Гажево
3. Гологура
4. Янково
5. Калисты
6. Конрадово
7. Клёны
8. Квецево
9. Ружынка
10. Сколиты
11. Свёнтки
12. Влодово
13. Ворлавки

## Поселения
1. Бжезьно
2. Домбрувка
3. Джазги
4. Кевры
5. Клобя
6. Комальвы
7. Лумпя
8. Жарденики

## Соседние гмины
1. Гмина Добре-Място
2. Гмина Дывиты
3. Гмина Йонково
4. Гмина Любомино
5. Гмина Лукта
6. Гмина Милаково
7. Гмина Моронг